# 瓦列里·布留索夫

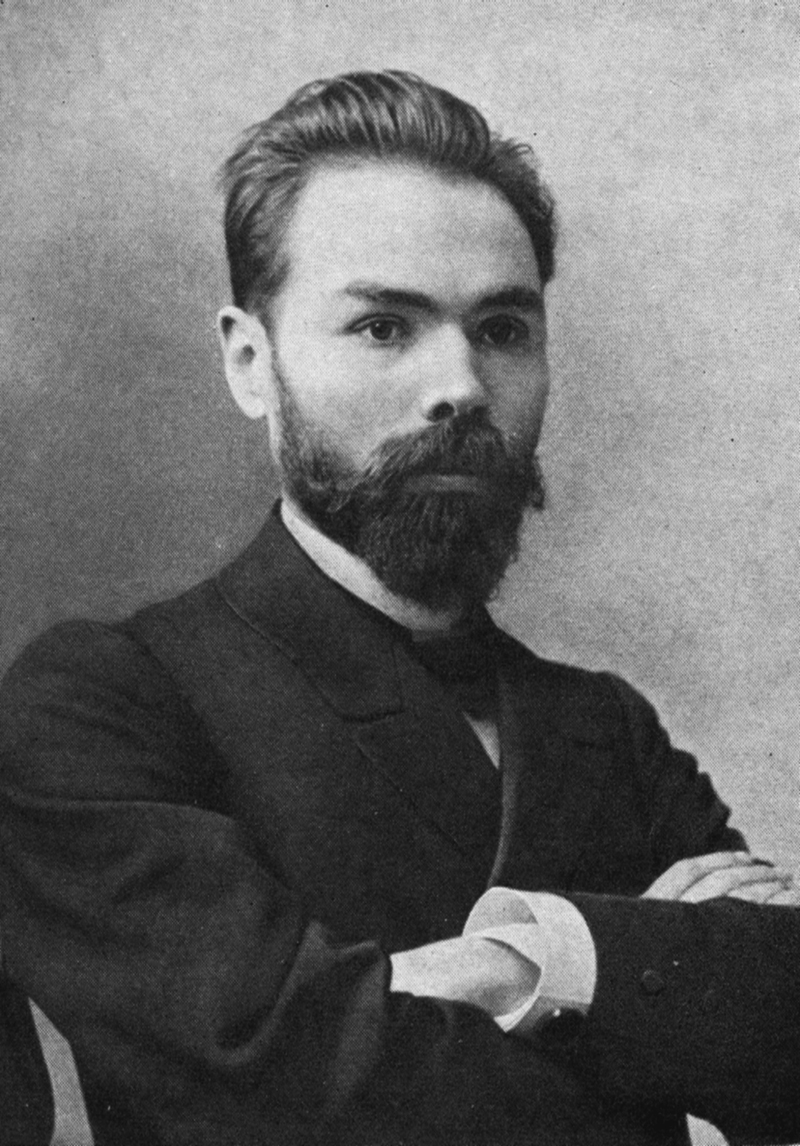
瓦列里·雅科夫列维奇·布留索夫

瓦列里·雅科夫列维奇·布留索夫（俄語：Вале́рий Я́ковлевич Брю́сов，羅馬化：Valeriy Yakovlevich Bryusov，IPA：[vɐˈlʲerʲɪj ˈjakəvlʲɪvʲɪtɕ ˈbrʲusəf]ⓘ；1873年12月13日—1924年10月9日）是俄国的诗人、散文家、戏剧家、译者、批评家和历史学家。他也是俄羅斯象徵主義的代表人物之一。